# Caroline Alexander
Caroline Alexander, född 1956, är en amerikansk författare och journalist. Hon har skrivit för The New Yorker, Granta och National Geographic. Hennes böcker inkluderar One Dry Season: In the Footsteps of Mary Kingsley (1989), The War That Killed Achilles: The True Story of Homer's Iliad and the Trojan War (2009), The Bounty: The True Story of the Mutiny on the Bounty (2004), och The Endurance: Shackleton's Legendary Antarctic Expedition (1998). Hon var lärare i klassiska studier vid Chancellor College i Zomba, en del av universitetet i Malawi, från 1982 till 1985, under Hastings Bandas styre.